# هيكتور سوليس فلوريس
هيكتور سوليس فلوريس (بالإسبانية: Héctor Solís Flores)‏ هو مسير رياضي مكسيكي، ولد في 2 سبتمبر 1985.